# Xian de Guannan
Le xian de Guannan (灌南县 ; pinyin : Guànnán Xiàn) est un district administratif de la province du Jiangsu en Chine. Il est placé sous la juridiction de la ville-préfecture de Lianyungang.

## Démographie
La population du district était de 703 135 habitants en 1999.